# 遠藤ミチロウ
遠藤 ミチロウ（えんどう ミチロウ、1950年11月15日 - 2019年4月25日）は、日本のロックミュージシャン。本名は遠藤 道郎（読み同じ）。
福島県二本松市出身。1980年代から1990年代に活動していたパンク・ロックバンド、ザ・スターリンの結成者でありヴォーカリスト。スターリン解散以降はソロ、アコースティックバンドで活動し、還暦を越えても精力的にライブ活動を行っていた。

## 略歴
1950年
- 11月15日 - 福島県安達郡（現：二本松市）に生まれる。少年時代を福島県で過ごし福島県立福島高等学校卒業後、山形大学人文学部へ進学。「東北地方のさらに奥である『北』へ行ってみたかった」というのが山形県へと向かった理由の1つであるらしい。高校2年までは全く勉強が出来ず，3年時に猛勉強して合格した。大学時代はイベンターとしてフォークシンガーのライブを企画したり、山形市の花小路という飲食店街でロック喫茶『ジェスロタル』を経営したりしていた。また旅行も好きだった模様で、ヒッチハイクで山形から九州まで行ったという逸話もある。

1973年
- 大学卒業後、ベトナムなど東南アジアを放浪。帰国後に東京へ上京し、友部正人のバックでベースを務めたり、一人弾き語りをするうちに当時住んでいたアパートの前の喫茶店で流れていたセックス・ピストルズ、パティ・スミスなどに感化され、アパートに住んでいた住人で【コケシドール】というバンドを結成する。

1980年
- 6月6日 - ドラムの乾純を固定メンバーとしてその後【バラシ】、【自閉体】を経てザ・スターリンを結成。演劇的とも呼べる派手なライブ活動で社会的なムーブメントを起こす。映像作家である石井聰亙とも交流があり、映画『爆裂都市 BURST CITY』にも【マッドスターリン】という役名でバンドとして出演している。映画の中で遠藤は臓物・豚の頭を客席に投げ込むなどのパフォーマンスを行い、当時のザ・スターリンの過激なステージングが疑似体験できる。また石井聰亙はザ・スターリンのPV、ラストライブビデオの監督も務めた。

1982年
- 7月1日 - 徳間音工（現在の徳間ジャパン）からシングル『ロマンチスト』、アルバム『STOP JAP』でメジャーデビュー。オリコン50位内に食い込み、バンドのスキャンダラス性と共に話題になる。

1983年
- 4月25日 - メジャーセカンドアルバム『虫』を発表。
- 5月2日 - 後楽園ホールにて超満員のライブを成功させる（その時のオーディエンス録音のテープを元に、ライブアルバム『絶望大快楽 LIVE at 後楽園ホール'83』（2005年）が発表されている）。
- 8月 -「ソノシートマガジン ING,O!」を創刊。

1984年
- 4月10日 - 自身初のソロアルバムである『ベトナム伝説』をカセットブック形式にてリリース。

1985年
- 2月 - ザ・スターリン解散。その後、ソロプロジェクトを始動。【Michiro,Get the Help!】というユニット名でG.N.P（グロテスク・ニュー・ポップ）をテーマにミニ・アルバム三部作を発表。

1986年
- 5月21日 - THE ROOSTERZのギタリスト下山淳と共に【ゲイノーブラザーズ】を結成し、アルバム『破産』を発表する。

1987年
- 【パラノイア・スター】や【ビデオ・スターリン】を結成し、並行して活動を行う。
- 7月5日 - 【パラノイア・スター】として制作したアルバム『TERMINAL』を発表する。

1989年
- 新生【スターリン】を結成し、アルファレコードとメジャー契約を果たす。

1990年
- 7月 - 西ベルリンのライブハウス、ポーランドのロック・フェスティバルにも出演。

1993年
- 【スターリン】解散。以後アコースティック・ソロの形態でソロ活動に入る。『お百度参りツアー』など、全国のライブハウスを転転とギター1本で廻るツアー活動も開始。バンドとはまた違った、自由でユニークなソロ活動を展開。ここで演奏を行った全国のライブハウスやバーを、書籍として「音泉Map 150」で紹介している。

1994年
- 元スターリンの安達親生(Ba)、元ザ・ファントムギフトのナポレオン山岸(Gt)、元Theピーズ、頭脳警察の後藤マスヒロ（後に元マリア観音の平野勇に交代）(Dr)とグランジサイケバンド【COMMENT ALLEZ-VOUS?】を結成、その後2年程活動する。

1995年
- 8月15日 - 戦後五十周年のこの年には今井寿らをゲストにザ・スターリンを復活させ（名義は【THE STALIN15】）、ON AIR EASTにて一夜限りのライブを行う。ザ・スターリンはその後、1996年元スターリンのベーシストである杉山晋太郎追悼ライブにて、2001年スターリンのトリビュートアルバム発売記念ライブにて復活している。

2001年
- 正月に奄美大島へ向かう飛行機内で当時BLANKEY JET CITYのドラマーであり、元ザ・スターリンのドラマーでもあった中村達也と邂逅し、奄美大島のライブでアンコールにてセッションを行う。これを機にそれまでソロとして活動を続けていた遠藤であったが、中村達也とのユニット【TOUCH-ME】を結成し、以降の複数のアコースティックバンド結成へとつながっていく。

2002年
- 石塚俊明とのユニット【NOTALIN'S】の活動がスタート。

2003年
- 上記のユニットにチェロの坂本弘道を迎えて、トリオバンドとして活動。

2004年
- 遠藤を信奉するthee michelle gun elephantのドラマーであったクハラカズユキとのバンド【M.J.Q】が始動。

2005年
- 東口トルエンズ、MOSTの山本久土が参加し、より音に厚みを持った＜アコースティックスターリン＞とも呼ばれる新たなサウンドを提示した。宮藤官九郎主催のイベント『グループ魂』への出演や、フジ・ロック・フェスティバルでの演奏も行う。映画『アイデン＆ティティ』にも冒頭のインタビューシーンで登場。

2005年
- 自身の55歳になる11月15日の誕生日を最終日とした五日間連続ライブを敢行。その模様はDVD『Just Like a Boy』に収められている。

2008年
- ハードコアバンドGAUZEのドラム・HIKOとのユニット【道HIKO】結成、【COMMENT ALLEZ-VOUS?】一夜限りの復活ライブを行う。

2011年
- 東北地方太平洋沖地震の影響で発生した福島第一原子力発電所事故によって被災した故郷である福島に対して、復興支援として「プロジェクトFUKUSHIMA!」を発足させる。
- 8月15日 - 「プロジェクトFUKUSHIMA!」のイベントとして、大友良英、和合亮一等と「8.15世界同時多発フェスティバルFUKUSHIMA!」を開催。

2018年
- 11月15日、膵臓がんであることを公表[2]。手術前の10月20日に直筆で書かれた遺言書は、2020年4月25日に公式サイトで公開された[3][4]。

2019年
- 4月25日、膵臓がんを患い闘病を続けていたが、都内の病院にて逝去[1][5]。
- 5月1日、各種メディアにて遠藤の死が正式に発表され、ダイアモンド☆ユカイ、田島貴男、高橋源一郎、香山リカ、吉本ばなななどが追悼のメッセージをTwitterなどのSNS上で配信した[6][7]。5月22日と5月27日には、プロジェクトFUKUSHIMAでも縁のあるライブストリーミング・チャンネルDOMMUNEにて、10時間の追悼番組が配信された[注釈 1][8]

## 人物
- ザ・スターリン時代、ライブなどで下半身を露出するなど過激で暴力的、破滅的なパフォーマンスを繰り返していたが、実際の遠藤は朴訥な東北訛りで気さくに話す、知的で温厚な人物であった。
- デーモン閣下曰く「実際に会ったら、腰が低くてニコニコした良い人」。[9]
- スターリン時代のポップなパンク・ロックとハードコアの要素を交えた音楽性、暴力的かつセンセーショナルなパフォーマンスはザ・ジャームス（英語版）の影響を受けていると思われるが、本人は公式に否定しており、スターリンの音楽性の構築は初期のギタリストである金子あつしに負うところが多かったと述懐している[10]。
- スターリン時代に映画「爆裂都市」に陣内孝則率いる「バトルロッカーズ」のライバルバンド「マッドスターリン」のボーカル役として出演し、拡声器でのアジテーションや放尿、豚の生首を客席に投入する等のバンドのギグと同じように過激なパフォーマンスを繰り広げた。しかし、本人はこの時の自分の演技力の無さに愕然として、役者は二度とやらないようにしようと決めたという。
- ザ・スターリン時代、同時期に活動していた忌野清志郎とメイクが似ていると言う事でよく間違われることを嫌がっていた。
- 明石家さんまに似ていると評判になり、本人と対談したり、ライブに花を贈った事もあった。
- 坂本龍一とは犬猿の仲で、お互い名指しで批判し合っている。その理由は、ラジオ番組でゲスト出演したデヴィッド・ボウイに対してザ・スターリンを中傷する発言をしたことや、対談で村上龍に対して「なぜ吉本隆明は遠藤を評価するのか」などと発言したことによる[11]。しかし、2011年8月15日に開催された「8.15世界同時多発フェスティバルFUKUSHIMA!」において共演を果たしている。
- 大槻ケンヂの著作の中で、2人で遠藤賢司のライブにゲスト出演した際に舞台裏で「大槻君、舞台に出たら、俺・遠藤、俺・ケンヂって言おうよ、これがホントの遠藤ケンジ」と嬉しそうに言われたという、駄洒落好きな面もある。
- 思想家の吉本隆明、元パンクロッカーで現在は小説家の町田康、コピーライターの糸井重里、グループ魂の宮藤官九郎らと交流がある。吉本隆明には強い影響を受けており、彼を非常に尊敬している。アコースティック・ギターを抱えて吉本宅を訪れ、対談はおろか、生演奏を行ったこともある。
- ラーメンが大好物で、（インスタントは含まない）1日には必ず1杯ラーメンを食べることを心がけている。ツアーなどで各地を回る時は、必ず現地で有名なラーメンを食べてからライブに行く。そのためコンサート前後のブログやtwitterには必ずと言ってもいいほどラーメンの事も併記される。

## トリビア
- グループ魂のメンバー港カヲルの母に、打ち上げで「お母さん、いい加減あなたの顔は忘れてしまいました」を生演奏してあげたら、カヲルの母が鬱になってしまったということがあった。
- タレントの千秋もスターリンのファンで、雑誌で遠藤の特集が組まれた際に、「結婚して私も遠藤になりました」というメッセージを送ったこともある。なお千秋はお笑いコンビ「ココリコ」の遠藤章造と結婚していたが、離婚を経てのちに一般男性と再婚している。
- FLATBACKERやLOUDNESSに所属していた山田雅樹は、FLATBACKER時代の過激な歌詞に関して、遠藤の影響を受けている事を公言している[12]。
- 元男闘呼組の高橋和也は、1994年前後に遠藤ミチロウとユニット「一本道」を組み、ライブ活動を行っていたことがある。遠藤ミチロウの「Just Like a Boy」は高橋がアメリカのアリゾナにあるホピ族の村から送った絵葉書をもとに生まれた歌である。

## 作品

### シングル
- Ki-Ga Ki-Ga Ki-Kyo（1984年、Lucky Strike Records）※片面ソノシート、「ソノシートマガジン ING,O! NO.5」附録、平沢進、北田コレチカ、イヌイジュンとの共演作
- 仰げば尊し（1984年、B.Q.RECORDS）
- 仰げば尊し（1985年、東芝EMI）
- オデッセイ・1985・SEX（1985年）※Michiro,Get the Help!名義
- LUCKY BOY（1987年）

### アルバム
- ベトナム伝説（1984年）※カセットブックで発売、後にLP/CD化
- THE END（1985年）※ミニ・アルバム
- オデッセイ・1985・SEX　※ミニ・アルバム3連作、Michiro,Get the Help!名義
  - オデッセイ・1985・SEX（1985年）
  - アメユジュトテチテケンジャ（1985年）
  - GET THE HELP!（1985年）
- 破産（1986年）
- TERMINAL（1987年）
- 死目祟目（1993年）
- 空は銀鼠（1994年）
- 50 (HALF)（1995年）
- 愛するためにはウソがいる（1995年）※コマンタレブ名義
- 愛と死をみつめて（1996年）※コマンタレブ名義
- 道郎（1997年）
- OFF（2000年）
- AIPA（2000年）
- NOTALIN'S（2004年）※NOTALIN'S名義
- I,My,Me/AMAMI（2005年）
- unplugged punk（2006年）※M.J.Q名義
- 飢餓々々帰郷（2007年）
- 天罰なんかクソ喰らえっ!!!（2011年）※M.J.Q名義
- FUKUSHIMA（2015年）
- 0（ゼロ）（2015年）※THE END名義

### トリビュート・アルバム
- ロマンチスト〜THE STALIN・遠藤ミチロウTribute Album〜（2010年）
- 青鬼赤鬼（2010年）

### 映像作品
- Hysteric To Eden（1986年）
- GREENED(1997年)
- Just Like a Boy（2006年）
- RO KU DE NA SHI 遠藤ミチロウ生誕祭 「Roll Over 60th」 ~還暦なんかブッとばせ!~（2012年）
- お母さん、いい加減あなたの顔は忘れてしまいました（2017年）
- SHIDAMYOJIN（2018年）

## 出演

### 映画
- 闇のカーニバル（1981年、山本政志監督作品）
- 爆裂都市 BURST CITY（1982年、石井聰亙監督作品）
- アイデン&ティティ（2003年、田口トモロヲ監督作品）
- BAMBI♥BONE（2004年、渋谷のり子監督作品）
- attitude（2008年、DYNAMITE TOMMY監督作品）
- 少年メリケンサック（2009年、宮藤官九郎監督作品）
- デストロイ・ヴィシャス（2010年、島田角栄監督作品）
- お母さん、いい加減あなたの顔は忘れてしまいました(2015年、監督・主演）

### テレビドラマ
- 家族のうた 第5話（2012年5月13日、フジテレビ） - 本人 役

## 書籍

### 著書
- 嫌ダッと言っても愛してやるさ!（1982年、KKダイナミックセラーズ）
- バターになりたい（1984年、ロッキングオン）ISBN 4-947599-10-3
- ビデオスターリンのチャンネル大戦争（1987年、JICC出版社）ISBN 4-88063-333-X
- 真っ赤な死臭（1994年、思潮社）ISBN 4-7837-0512-7
- お母さんいい加減あなたの顔は忘れてしまいました（2001年、ソフトマジック）ISBN 4-921181-21-7
- 嫌ダッと言っても愛してやるさ! 2003リミックス版（2003年、マガジン・ファイブ）ISBN 4-434-03041-8
- お母さん、いい加減あなたの顔は忘れてしまいました。 2007年完全版（2007年、マガジン・ファイブ）ISBN 978-4-434-10216-5
- 嫌ダッと言っても愛してやるさ! リミックス新装版（2007年、マガジン・ファイブ）ISBN 978-4-434-10782-5
- クロニクルFUKUSHIMA（2011年、青土社）ISBN 978-4-7917-6627-7 - 大友良英、坂本龍一等との共著。
- 膠原病院 - KO GEN BYO IN（2015年、アイノア）ISBN 978-4-88169-188-5

### 写真集
- 吐き気がするほどロマンチックだぜ（2003年、マガジン・ファイヴ）ISBN 4-434-03396-4
- 我自由丸（2003年、マガジン・ファイヴ）ISBN 4-434-03509-6

## 関連人物
- 石塚俊明
- 佐渡山豊
- 大槻ケンヂ
- 宮藤官九郎
- クハラカズユキ
- 下本地崇
- 千秋
- 戸川純
- 中村達也
- BUCK-TICK
- パンタ
- 町田康
- 山本久土
- 吉本隆明